# Juan Francisco Hernández
Juan Francisco Hernández (Lima, 24 de junho de 1978) é um ex-futebolista profissional peruano que atuava como defensor.

## Carreira
Juan Francisco Hernández fez parte do elenco da Seleção Peruana de Futebol da Copa América de 2001.[carece de fontes?]